# Delogožda
Delogoždi (makedonska: Делогожди) är en ort i Nordmakedonien. Den ligger i kommunen Struga, i den sydvästra delen av landet, 100 kilometer sydväst om huvudstaden Skopje. Delogoždi ligger 773 meter över havet och antalet invånare är 8 413.